# Некрофорез

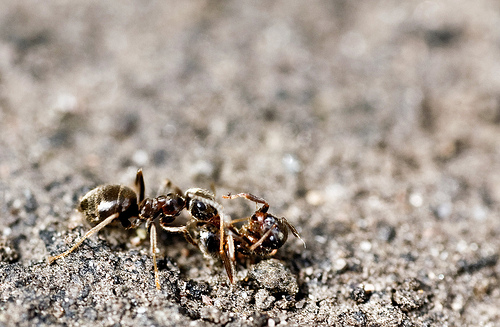
Чорний садовий мураха (Lasius niger) в процесі некрофорезу

Некрофорез — поведінка, характерна для громадських комах, таких, як мурахи, бджоли, оси і терміти, при якому вони виносять мертві тіла членів своєї колонії з гнізда або вулика.
Це діє як санітарний захід для запобігання поширенню хвороби або інфекції по всій колонії. Хоча будь-який член колонії може нести тіла, зазвичай це роблять спеціально призначені «трунарі». Мурашині трунарі мають трохи змінений цикл розвитку, і вони набагато частіше, ніж інші мурахи, справляються з видаленням трупів. Вони не обмежені виконанням лише цього завдання, але вони демонструють моделі поведінки та руху, відмінні від інших членів колонії, які допомагають їм у цьому завданні. Мурахи, які не є трунарями, також можуть видаляти мертві тіла, але роблять це зі значно меншою послідовністю. Відмінність між мертвими та живими комахами досягається шляхом виявлення їхньої хімічної сигнатури. Залежно від виду це може бути пов'язано або з відсутністю хімічних речовин, присутніх за життя, або з тим, що виділяється в трупах, що розкладаються. Трупи будуть або доставлені до випадкової точки на певній відстані від гнізда, або поміщені в купу сміття ближче до гнізда разом з іншими відходами.
Видалення трупів із інфекційними захворюваннями має вирішальне значення для здоров'я колонії. Зусилля зі знищення колоній вогняних мурах, наприклад, включають введення патогенів у популяцію, але це має обмежену ефективність, оскільки інфіковані комахи швидко відокремлюються від популяції. Проте було показано, деякі інфекції затримують видалення трупів або змінюють місце їх розміщення. Хоча розміщення трупів на відстані знижує ризик зараження, це також вимагає більше енергії. Поховання та канібалізм — інші зареєстровані методи позбавлення трупів серед громадських комах. Було показано, що терміти використовують поховання, коли вони не можуть дозволити собі виділити для некрофорезу робочих особин, особливо при формуванні нової колонії.
Хоча в зрілих мурашиних колоніях видаленням трупів займаються лише робочі особини, у мурах виду Lasius niger цим займаються і матки.